# 小田学
小田 学（おだ まなぶ、1980年 - ）は、日本の映画監督。埼玉県熊谷市出身。

## 人物
2014年、ぴあフィルムフェスティバル（PFF）で『ネオ桃太郎』がジェムストーン賞を受賞、PFFスカラシップ（奨学制度）によって初の長編映画『サイモン＆タダタカシ』が撮影され2018年3月に公開。
父は四郎。

## 生い立ち
埼玉県熊谷市に生誕し、子供時代に映画に興味を示したということもなかった。高校に進学するも、堅苦しさに違和感を感じほどなく中退して、定時制に入学し、改造車で通学する同級生にも馴染めなかったが、その学生時代の後半に映画の世界に触れることとなった。
各地のリゾート地でアルバイトする中、静岡県の白浜大浜海水浴場の海の家で働いている時に、いかにもという感じでビーチパラソルの下で脚本を書く、自主映画を製作している男を発見し、その様になった姿に小田は心が惹かれた。その人物と関わるうちに、小田は映画を見はじめ、自主映画の制作を手伝うようになり話の流れで、「一緒に住んだら5万円の車をやるから映画学校に入れ」と言われ、日活芸術学院に入学。卒業制作として短編「二人乗り」を制作し入賞することになる。入賞をきっかけとして、まだ世に広まっていない作品と、その製作者からさらなる刺激を受け映像の制作に没頭していった。
20歳で東京を拠点とし映像製作と劇団に携わる。地元に強い思い入れはないとは言うものの、心の中ではいつも地元が気になりそして愛着もあるという。
2006年に仲間と共に劇団「兄貴の子供」を立ち上げ、舞台演出も行い、2014年にぴあフィルムフェスティバル（PFF）で『ネオ桃太郎』がジェムストーン賞（日活賞）を受賞、第24回PFFスカラシップ作品として初の長編映画『サイモン＆タダタカシ』が撮影され、2018年3月24日に公開された。伊丹十三のような、分かりやすく過剰に表現される演出を理想とする。

## 作品・経歴
- 『二人乗り』 - 2003年の卒業制作の短編は、小津安二郎記念蓼科高原映画祭・短編映画コンクールで入賞[1]。
- 『仲直り』2004年9分 - 東京国際レズビアン&ゲイ映画祭[4]などで上映。
- 『塩鮭』 - 2005年30分[2]第8回インディーズムービー・フェスティバルで準グランプリ[5]。
- 『空き瓶』（デジタル岡山大百科） 2006年3分20秒。第22回徳島映像フェスティバル徳島県知事賞[6]。
- 『二人』（Youtube・ビデオSALON） - 2012年、13分のコメディ。呼び出されたバイトの先輩に告白されると思ったが・・・[7]。
- 『ネオ桃太郎』 - 2014年20分、PFFジェムストーン賞受賞[2]。爆発シーンをやってみたいということから、イメージを膨らませて、コメディとなった[8]。
- 『わたしの王子』32分、2014年7月19日に公開された本作は、友情以上の思いをはせる女友達の二人の物語[9]。
- 『うどん屋の子』（旅もじゃ）2015年12分[10]地域PV[6] - 熊谷うどんのお店が舞台[3]。
- 『家族になれたら』（Twitter・船橋屋） - 2017年1話2分間の全10話。ミオヤマザキの楽曲「愛されたいよ。」をテーマとしたTwitter上で展開されるドラマの第三弾として配信[11]。
- 『サイモン＆タダタカシ』2018年1時間24分 - 第24回PFFスカラシップ作品。純愛、コメディ、ロードムービー、その他さまざまな要素を取り入れた作品。須賀健太、阪本一樹が主演。